# Atlantis is Calling (S.O.S. for Love)
Atlantis is Calling (S.O.S. for Love) là đĩa đơn thứ hai từ album thứ ba Ready for Romance của Modern Talking.

## Đĩa đơn
7" Single Hansa 108 239 1986
1. Atlantis is Calling (S.O.S. for Love)
2. Atlantis is Calling (S.O.S. for Love) (Instrumental)

12" Single Hansa 608 239 1986
1. Atlantis is Calling (S.O.S. for Love) (Extended Version)
2. Atlantis is Calling (S.O.S. for Love) (Instrumental)

## Xếp hạng
| Xếp hạng (1986)                  | Vị trí cao nhất |
| -------------------------------- | --------------- |
| Áo (Ö3 Austria Top 40)           | 2               |
| Bỉ (VRT Top 30 Flanders)         | 4               |
| Pháp (SNEP)                      | 21              |
| Đức (GfK)                        | 1               |
| Ý (Musica e dischi)              | 4               |
| Hà Lan (Dutch Top 40)            | 6               |
| Na Uy (VG-lista)                 | 8               |
| Tây Ban Nha(AFYVE)               | 2               |
| Thụy Điển (Sverigetopplistan)    | 3               |
| Thụy Sĩ (Schweizer Hitparade)    | 3               |
| UK (The Official Charts Company) | 55              |